# 1977 în literatură
- 1976 în literatură — 1977 în literatură — 1978 în literatură

Anul 1977 în literatură a implicat o serie de evenimente și cărți noi semnificative. 

## Cărți noi
- Richard Adams -The Plague Dogs
- Jorge Amado - Tieta do Agreste
- Martin Amis - Success
- Jay Anson - The Amityville Horror
- Margaret Atwood - Dancing Girls
- Richard Bach - Illusions
- Richard Bachman - Rage
- Gerd Brantenberg - Egalia's Daughters sau The Daughters of Egalia
- Terry Brooks - The Sword of Shannara
- J. M. Coetzee - In the Heart of the Country
- Robin Cook - Coma
- Robert Coover - The Public Burning
- Basil Copper - And Afterward, the Dark
- L. Sprague de Camp
  - The Hostage of Zir
  - The Queen of Zamba
- L. Sprague de Camp și Lin Carter - Conan of Aquilonia
- Philip K. Dick - A Scanner Darkly
- Joan Didion - A Book of Common Prayer
- Philippe Ebly - Les trois portes
- Buchi Emecheta - The Slave Girl
- Timothy Findley - The Wars
- Leon Forrest - The Bloodworth Orphans
- John Fowles - Daniel Martin
- Marilyn French - The Women's Room
- Pauline Gedge - Child of the Morning
- Günter Grass - The Flounder
- Mark Helprin - Refiner's Fire
- Erica Jong - How to Save Your Own Life
- Stephen King - The Shining
- John le Carré - The Honourable Schoolboy
- Ernest Lehman - The French Atlantic Affair
- Robert Ludlum - The Chancellor Manuscript
- Brian Lumley - The Horror at Oakdeene and Others
- George R. R. Martin - Dying of the Light
- Colleen McCullough - The Thorn Birds
- Larry McMurtry - Terms of Endearment
- Ruth Manning-Sanders - A Book of Enchantments and Curses
- Toni Morrison - Song of Solomon
- Iris Murdoch - The Sea, the Sea
- Péter Nádas - The End of a Family Story
- Patrick O'Brian - The Mauritius Command
- Ruth Rendell - A Judgement in Stone
- Alun Richards - Ennal's Point
- Harold Robbins - Dreams Die First
- Paul Scott - Staying On
- Erich Segal - Oliver's Story
- Irwin Shaw - Beggarman, Thief
- M. P. Shiel - Prince Zaleski and Cummings King Monk
- Sidney Sheldon - Bloodline
- Elizabeth Smart - A Bonus
- Craig Thomas - Firefox
- J. R. R. Tolkien - The Silmarillion
- Melvin Van Peebles - The True American, A Folk Fable
- P. G. Wodehouse - Sunset at Blandings (publicată postum)
- Christopher Wood - James Bond, The Spy Who Loved Me

## Premii
- Premiul Nobel pentru Literatură: Vicente Aleixandre